# L'Étrange Passion de Molly Louvain
Pour plus de détails, voir Fiche technique et Distribution.
L'Étrange Passion de Molly Louvain (titre original : The Strange Love of Molly Louvain) est un film américain réalisé par Michael Curtiz et sorti en 1932.

## Synopsis
Vendeuse de cigares dans un hôtel, Molly fréquente un jeune homme fortuné. Un mariage semble s'annoncer. Molly doit être présentée à la famille. Elle constate, hélas, que mère et fils ont disparu et se sont embarqués pour l'Europe. Mère d'un enfant, Molly le confie à une nourrice et finit par trouver refuge auprès d'un gangster, Nicky Grant. Elle est alors mêlée, en dépit de sa propre volonté, à un meurtre.
La police arrête Nicky. Ce dernier, en la trahissant, l'oblige à modifier son apparence et son identité. Molly est alors recueillie par un étudiant, autrefois groom, qui veut l'épouser et la rendre "respectable". Or, précisément, dans le même immeuble vit un journaliste cynique et beau parleur, Scotty Cornell, qui enquête sur l'"affaire Molly Louvain" et dont la jeune femme ne tarde pas à devenir amoureuse.

## Fiche technique
- Titre : L'Étrange Passion de Molly Louvain
- Titre original : The Strange Love of Molly Louvain
- Réalisation : Michael Curtiz
- Scénario : Erwin S. Gelsey et Brown Holmes d'après la pièce Tinsel Girl de Maurine Dallas Watkins
- Photographie : Robert Kurrle
- Montage : James B. Morley
- Musique : Bernhard Kaun
- Direction artistique : Robert Haas
- Producteur : Hal B. Wallis
- Société de production : First National Pictures
- Sociétés de distribution :  Warner Bros. (États-Unis), Vitagraph Limited (Canada), First National Film Distributors (Royaume-Uni)
- Pays d'origine :  États-Unis
- Langue : Anglais
- Tournage ; en février 1932 aux Warner Brothers Burbank Studios
- Format : Noir et blanc — 35 mm — 1,37:1 — Son : Mono
- Genre : Film dramatique, Film policier
- Durée : 73 minutes (1 h 13)
- Date de sortie : 28 mai 1932

## Distribution
- Ann Dvorak : Molly Louvain
- Lee Tracy : Scott "Scotty" Cornell
- Guy Kibbee : Pop, un policier
- Leslie Fenton : Nicky Grant
- Frank McHugh : Skeets, un reporter
- Evalyn Knapp : Doris
- Charles B. Middleton : Capitaine de police Slade

## À noter
- Dans l'univers de Michael Curtiz, réalisateur de nombreux films d'action et d'aventures, la femme semble reléguée à des fonctions auxiliaires. Cependant, affirme Ethne O'Neill, « face à la vie sans surprise sous un patriarcat, l'héroïne peut ruer dans les brancards »[1]. Elle signale ensuite quatre productions pré-Code (appliqué à partir de 1934) se caractérisant par une fonction subversive de la femme : outre Vingt mille ans sous les verrous et le duo de 1933 constitué par Female et Masques de cire, le méconnu The Strange Love of Molly Louvain avec Ann Dvorak en vedette.
- « Fille déchue et mère célibataire, Molly Louvain, au prénom dérivé de Madeleine, se repent et se livre à la justice par amour pour sa fille. Treize ans après, Mildred Pierce (Joan Crawford), femme d'affaires respectée, suit son exemple, au nom d'un dévouement maternel bien plus étrange. [...] Dans son Étrange passion..., les gros plans de Molly expriment la peur de la marginalité qui menace sa fille. Mildred émerge des ombres et dit à sa fille Veda : "Sors d'ici ou je te tue." Mais elle tire sur un séducteur veule, son propre (deuxième) mari », écrit encore E. O'Neill[1]. Après avoir établi un parallèle entre les deux films, celle-ci conclut : « Molly insiste sur le fait que sa mère l'a abandonnée en l'exhortant à se comporter en lady ! Son premier fiancé, émasculé par sa maman, la rejette. Aigrie, Molly répète l'abandon qu'elle a subi. »[1]